# Регламент (Європейський Союз)
Регла́мент (англ. Regulation) — нормативно-правовий акт Європейського Союзу, який підлягає негайному виконанню як закон в усіх державах-учасницях одночасно. Регламенти відрізняються від директив, як мінімум за принципами їх транспонування у національне законодавство держав. Регламенти приймаються шляхом різних законодавчих процедур, залежно від сфери їх застосування. Незважаючи на свою назву, регламенти є основним результатом законотворчої діяльности інституцій ЄУ, а не регулятивним делегованим законодавством; як такі, їх часто називають «актами» («законами»), наприклад, Акт про цифрові послуги, Акт про цифрові ринки тощо.

## Правові основи
Правове підґрунтя прийняття регламентів передбачені у Статті 288 Договорів Європейського Союзу.
Стаття 288
Для виконання повноважень інституції Європейського Союзу ухвалюють регламенти, директиви, рішення, рекомендації та висновки.
Регламент має загальне застосування. Він є обов’язковим у повному обсязі та повинен прямо застосовуватися в усіх державах-членах.
Директива є обов’язковою щодо результату, якого необхідно досягти, для кожної держави-члена, якій її адресовано, проте залишає національним органам влади вибір форми та засобів.
Рішення є обов’язковим у повному обсязі. Якщо рішення визначає тих, кому воно адресовано, воно є обов’язковим лише для них.
Рекомендації та висновки не є зобов’язальними.
Рада ЄС може делегувати свої повноваження щодо прийняття законодавства Комісії та, залежно від сфери та обраної законодавчої процедури, обидві інституції можуть приймати закони. Існують Регламенти Ради та Регламенти Комісії. Стаття 288 не розділяє законодавчі акти та адміністративні акти, як це зазвичай вирішується на національному рівні.

## Правова сила
Регламенти в певному сенсі еквівалентні законодавчим актам держав-членів у тому сенсі, що те, що вони говорять, є законом, і їх не потрібно впроваджувати в національне законодавство за допомогою імплементаційних заходів як-от директиви. Як такі, нормативні акти становлять одну з найпотужніших форм законодавства Європейського Союзу, тому їх розробка та формулювання вимагає великої обережності.
Коли регламент набуває чинности, він має вищу юридичну силу над усіма національними законами, що стосуються того самого предмета, і подальше національне законодавство повинно відповідати цьому регламенту і прийматися з урахуванням його положень. Хоча державам-членам заборонено маскувати пряму дію нормативних актів, загальноприйнятою практикою в держав-членів є ухвалення змін до законодавства, що стосується наслідків, пов'язаних із набранням чинности регламентом.
Хоча регламенти мають пряму дію, Конституційний суд Королівства Бельгія постановив, що міжнародні інституції, такі як Європейський Союз, не можуть відступати від національної ідентичности, закріпленої в політичних і конституційних засадах держави, або основних цінностей захисту Конституції Королівства Бельгія.

## Типи
| Назва                                           | Приклад назви регламенту | Приклад ELI                                    |
| ----------------------------------------------- | --- | ---------------------------------------------- |
| Регламент Європейського Парламенту та Ради ЄУ   | Регламент (ЄС) № 524/2013 Європейського Парламенту та Ради від 21 травня 2013 р. про онлайн-розв'язання споживчих спорів і внесення змін до Регламенту (ЄС) № 2006/2004 і Директиви 2009/22/ЄС (Положення про споживче ODR) | http://data.europa.eu/eli/reg/2013/524/oj      |
| Регламент Ради Європейського Союзу              | Регламент Ради (ЄС) № 1346/2000 від 29 травня 2000 року про процедури банкрутства | http://data.europa.eu/eli/reg/2000/1346/oj     |
| Регламент Європейської комісії                  | Регламент Комісії (ЄС) № 2257/94 від 16 вересня 1994 року, що встановлює стандарти якості для бананів (Текст стосується ЄЕЗ) | http://data.europa.eu/eli/reg/1994/2257/oj     |
| Імплементаційний регламент Європейської комісії | Імплементаційний регламент Комісії (ЄС) № 923/2012 від 26 вересня 2012 року, що встановлює загальні правила польотів та експлуатаційні положення щодо послуг і процедур у аеронавігації та вносить зміни до Імплементаційного регламенту (ЄС) № 1035/2011 та Регламенту (ЄС) № 1265 /2007, (ЄС) № 1794/2006, (ЄС) № 730/2006, (ЄС) № 1033/2006 та (ЄС) № 255/2010 Текст, що стосується ЄЕЗ | http://data.europa.eu/eli/reg_impl/2012/923/oj |